# 貝拉赫

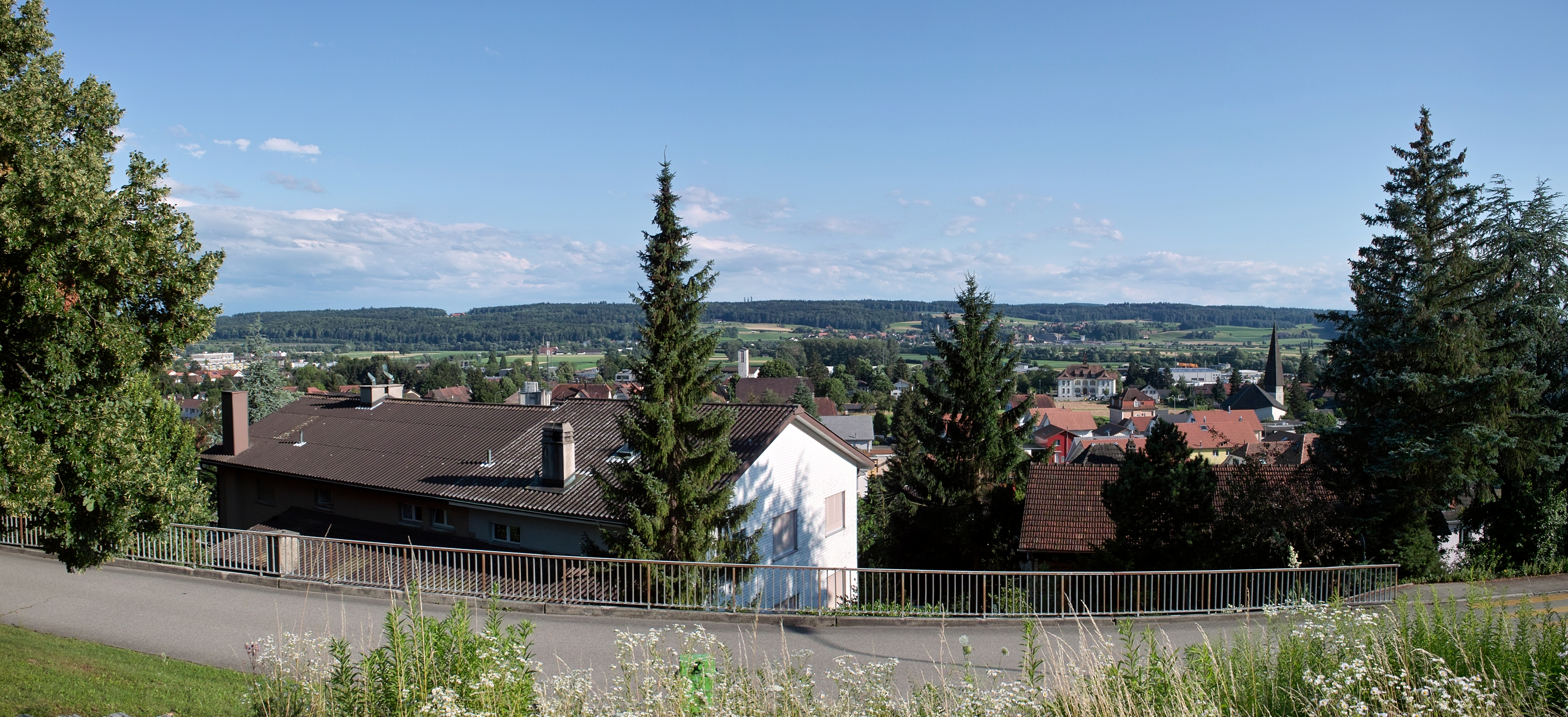

貝拉赫是瑞士的城鎮，位於該國北部，由索洛圖恩州負責管轄，面積5.27平方公里，海拔高度450米，2012年人口5,134，四成人口信奉羅馬天主教，人口密度每平方公里974人。